# Gouvernement Andréas Papandréou I
Pour les articles homonymes, voir gouvernement Papandréou.
IIIe République hellénique
Rállis A. Papandréou II
Le gouvernement Andréas Papandréou I (en grec moderne : Κυβέρνηση Ανδρέα Παπανδρέου 1981) est le gouvernement de la République hellénique entre le 21 octobre 1981 et le 5 juin 1985, sous la IIIe législature du Parlement.
Il est dirigé par le socialiste Andréas Papandréou, vainqueur des élections législatives à la majorité absolue. Il succède au gouvernement du conservateur Geórgios Rállis et cède le pouvoir au gouvernement Papandréou II après que le PASOK a conservé sa majorité aux élections de 1985.

## Historique
Dirigé par le nouveau Premier ministre socialiste Andréas Papandréou, fils de l'ancien chef de l'exécutif Geórgios Papandréou, ce gouvernement est constitué et soutenu par le Mouvement socialiste panhellénique (PASOK). Seul, il dispose de 172 députés sur 300, soit 57,3 % des sièges du Parlement.
Il est formé à la suite des élections législatives du 18 octobre 1981.
Il succède donc au gouvernement du conservateur Geórgios Rállis, constitué et soutenu par la seule Nouvelle Démocratie (ND).

### Formation
Au cours du scrutin, le PASOK totalise 48,1 % des voix, une progression de l'ordre de 22 points par rapport aux élections de 1977, qui lui accorde une solide majorité absolue avec 79 nouveaux députés. Au pouvoir depuis la chute de la dictature des colonels en 1974, la ND est nettement devancée avec 35,9 % des suffrages et 115 parlementaires.
Papandréou et son équipe de 20 ministres, au sein de laquelle il exerce personnellement la direction du ministère de la Défense nationale, sont assermentés au palais présidentiel d'Athènes par le président de la République Konstantínos Karamanlís le 21 octobre, trois jours après le scrutin.

### Succession
Le 10 mars 1985, Karamanlís remet sa démission après avoir appris que Papandréou ne soutenait pas sa réélection pour un second quinquennat. Le président du Parlement Ioánnis Alevrás prend alors l'intérim. Candidat du PASOK, le juge Khrístos Sartzetákis, magistrat instructeur de l'assassinat de Grigóris Lambrákis, prélude à la dictature des colonels, est élu chef de l'État par le Parlement le 29 mars et entre en fonction le lendemain. Il l'emporte par 180 voix, soit l'exacte majorité requise mais la ND conteste le résultat car l'un des suffrages provient d'Alevrás, a priori empêché car occupant la direction de l'État par intérim,.
Le Premier ministre annonce le 17 avril suivant sa volonté de convoquer des élections législatives anticipées pour le 3 juin 1985 une fois adoptée la révision de la Constitution limitant les pouvoirs du président de la République. L'amendement constitutionnel est adopté par 182 voix favorables le 7 mai, et l'assemblée est dissoute immédiatement après,.
Lors du scrutin législatif, le PASOK est en recul mais conserve nettement la majorité absolue au sein de l'assemblée parlementaire. Deux jours plus tard, Andréas Papandréou constitue son deuxième gouvernement.

## Composition

### Initiale (21 octobre 1981)
| Portefeuille                                                               | Titulaire | Titulaire                | Parti |
| -------------------------------------------------------------------------- | --------- | ------------------------ | ----- |
| Premier ministre Ministre de la Défense nationale                          |           | Andréas Papandréou       | PASOK |
| Ministre de la Coordination                                                |           | Apóstolos Lázaris        | PASOK |
| Ministre de la Présidence du gouvernement                                  |           | Ménios Koutsógiorgas     | PASOK |
| Ministre des Affaires étrangères                                           |           | Ioánnis Charalambópoulos | PASOK |
| Ministre de la Justice                                                     |           | Efstáthios Alexandrís    | PASOK |
| Ministre de l'Intérieur                                                    |           | Geórgios Gennimatás      | PASOK |
| Ministre de l'Éducation nationale et des Religions                         |           | Leftéris Veryvákis       | PASOK |
| Ministre des Finances                                                      |           | Manólis Drettákis        | PASOK |
| Ministre de l'Agriculture                                                  |           | Konstantínos Simítis     | PASOK |
| Ministre de l'Industrie et de l'Énergie                                    |           | Anastásios Peponís       | PASOK |
| Ministre du Commerce                                                       |           | Níkos Akritídis          | PASOK |
| Ministre des Services sociaux                                              |           | Paraskevás Avgerinós     | PASOK |
| Ministre des Travaux publics                                               |           | Ákis Tsochatzópoulos     | PASOK |
| Ministre du Travail                                                        |           | Apóstolos Kaklamánis     | PASOK |
| Ministre des Communications                                                |           | Evángelos Giannópoulos   | PASOK |
| Ministre de l'Ordre public                                                 |           | Giánnis Skoularíkis      | PASOK |
| Ministre de la Marine marchande                                            |           | Efstáthios Giótas        | PASOK |
| Ministre de la Culture et de la Science                                    |           | Mélina Merkoúri          | PASOK |
| Ministre de l'Aménagement du territoire, du Logement et de l'Environnement |           | Antónis Trítis           | PASOK |
| Ministre de la Grèce du Nord                                               |           | Vassílis Intzés          | PASOK |
| Ministre sans portefeuille                                                 |           | Evángelos Kouloumpís     | PASOK |

### Remaniement du 5 juillet 1982
- Les nouveaux ministres sont indiqués en gras, ceux ayant changé d'attributions en italique.

| Portefeuille                                                               | Titulaire | Titulaire                                                     | Parti |
| -------------------------------------------------------------------------- | --------- | ------------------------------------------------------------- | ----- |
| Premier ministre Ministre de la Défense nationale                          |           | Andréas Papandréou                                            | PASOK |
| Ministre de l'Économie nationale                                           |           | Gerásimos Arsénis                                             | PASOK |
| Ministre de la Présidence du gouvernement                                  |           | Ménios Koutsógiorgas                                          | PASOK |
| Ministre des Affaires étrangères                                           |           | Ioánnis Charalambópoulos                                      | PASOK |
| Ministre de la Justice                                                     |           | Geórgios-Aléxandros Magákis                                   | PASOK |
| Ministre de l'Intérieur                                                    |           | Geórgios Gennimatás                                           | PASOK |
| Ministre de l'Éducation nationale et des Religions                         |           | Apóstolos Kaklamánis                                          | PASOK |
| Ministre des Finances                                                      |           | Dimítrios Koulouriános (jusqu'au 09/09/1983) Giánnis Pottákis | PASOK |
| Ministre de l'Agriculture                                                  |           | Konstantínos Simítis                                          | PASOK |
| Ministre de l'Énergie et des Ressources naturelles                         |           | Evángelos Kouloumpís                                          | PASOK |
| Ministre du Commerce                                                       |           | Giórgos Moraïtis                                              | PASOK |
| Ministre de la Santé et du Bien-être social                                |           | Paraskevás Avgerinós                                          | PASOK |
| Ministre de la Sécurité sociale                                            |           | Leftéris Veryvákis                                            | PASOK |
| Ministre des Travaux publics                                               |           | Ákis Tsochatzópoulos                                          | PASOK |
| Ministre du Travail                                                        |           | Evángelos Giannópoulos                                        | PASOK |
| Ministre des Communications                                                |           | Níkos Akritídis                                               | PASOK |
| Ministre de l'Ordre public                                                 |           | Giánnis Skoularíkis                                           | PASOK |
| Ministre de la Marine marchande                                            |           | Geórgios Katsipháras                                          | PASOK |
| Ministre de la Culture et de la Science                                    |           | Mélina Merkoúri                                               | PASOK |
| Ministre de l'Aménagement du territoire, du Logement et de l'Environnement |           | Antónis Trítis                                                | PASOK |
| Ministre de la Recherche et de la Technologie                              |           | Giórgos Liánis                                                | PASOK |

### Remaniement du 17 janvier 1984
- Les nouveaux ministres sont indiqués en gras, ceux ayant changé d'attributions en italique.

| Portefeuille                                                               | Titulaire | Titulaire                                                  | Parti |
| -------------------------------------------------------------------------- | --------- | ---------------------------------------------------------- | ----- |
| Premier ministre Ministre de la Défense nationale                          |           | Andréas Papandréou                                         | PASOK |
| Ministre de l'Économie nationale                                           |           | Gerásimos Arsénis                                          | PASOK |
| Ministre de la Présidence du gouvernement                                  |           | Apóstolos Lázaris                                          | PASOK |
| Ministre des Affaires étrangères                                           |           | Ioánnis Charalambópoulos                                   | PASOK |
| Ministre de la Justice                                                     |           | Geórgios-Aléxandros Magákis (jusqu'au 22/05/1984)          | PASOK |
| Ministre de la Justice                                                     |           | Panagiótis Markópoulos (jusqu'au 21/06/1984)               | Sans  |
| Ministre de la Justice                                                     |           | Geórgios-Aléxandros Magákis                                | PASOK |
| Ministre de l'Intérieur                                                    |           | Ménios Koutsógiorgas (jusqu'au 22/05/1984)                 | PASOK |
| Ministre de l'Intérieur                                                    |           | Nikólaos Papantoníou (jusqu'au 21/06/1984)                 | Sans  |
| Ministre de l'Intérieur                                                    |           | Ménios Koutsógiorgas                                       | PASOK |
| Ministre de l'Éducation nationale et des Religions                         |           | Apóstolos Kaklamánis                                       | PASOK |
| Ministre des Finances                                                      |           | Giánnis Pottákis (jusqu'au 27/03/1984) Gerásimos Arsénis   | PASOK |
| Ministre de l'Agriculture                                                  |           | Konstantínos Simítis                                       | PASOK |
| Ministre de l'Énergie et des Ressources naturelles                         |           | Evángelos Kouloumpís                                       | PASOK |
| Ministre du Commerce                                                       |           | Giórgos Moraïtis (jusqu'au 08/02/1984) Vassílis Kedíkoglou | PASOK |
| Ministre de la Santé et du Bien-être social                                |           | Geórgios Gennimatás                                        | PASOK |
| Ministre de la Sécurité sociale                                            |           | Leftéris Veryvákis                                         | PASOK |
| Ministre des Travaux publics                                               |           | Ákis Tsochatzópoulos                                       | PASOK |
| Ministre du Travail                                                        |           | Evángelos Giannópoulos                                     | PASOK |
| Ministre des Communications                                                |           | Níkos Akritídis                                            | PASOK |
| Ministre de l'Ordre public                                                 |           | Giánnis Skoularíkis                                        | PASOK |
| Ministre de la Marine marchande                                            |           | Geórgios Katsipháras                                       | PASOK |
| Ministre de la Culture et de la Science                                    |           | Mélina Merkoúri                                            | PASOK |
| Ministre de l'Aménagement du territoire, du Logement et de l'Environnement |           | Antónis Trítis                                             | PASOK |
| Ministre de la Recherche et de la Technologie                              |           | Giórgos Liánis                                             | PASOK |
| Ministre sans portefeuille                                                 |           | Paraskevás Avgerinós (jusqu'au 17/07/1984)                 | PASOK |
| Ministre sans portefeuille                                                 |           | Anastásios Peponís (jusqu'au 02/07/1984)                   | PASOK |

### Remaniement du 21 septembre 1984
- Les nouveaux ministres sont indiqués en gras, ceux ayant changé d'attributions en italique.

| Portefeuille                                                               | Titulaire | Titulaire                   | Parti |
| -------------------------------------------------------------------------- | --------- | --------------------------- | ----- |
| Premier ministre Ministre de la Défense nationale                          |           | Andréas Papandréou          | PASOK |
| Ministre de l'Économie nationale et des Finances                           |           | Gerásimos Arsénis           | PASOK |
| Ministre de la Présidence du gouvernement                                  |           | Apóstolos Lázaris           | PASOK |
| Ministre des Affaires étrangères                                           |           | Ioánnis Charalambópoulos    | PASOK |
| Ministre de la Justice                                                     |           | Geórgios-Aléxandros Magákis | PASOK |
| Ministre de l'Intérieur                                                    |           | Ménios Koutsógiorgas        | PASOK |
| Ministre de l'Éducation nationale et des Religions                         |           | Apóstolos Kaklamánis        | PASOK |
| Ministre de l'Agriculture                                                  |           | Konstantínos Simítis        | PASOK |
| Ministre de l'Énergie et des Ressources naturelles                         |           | Leftéris Veryvákis          | PASOK |
| Ministre du Commerce                                                       |           | Níkos Akritídis             | PASOK |
| Ministre de la Santé, du Bien-être social et de la Sécurité sociale        |           | Geórgios Gennimatás         | PASOK |
| Ministre des Travaux publics                                               |           | Ákis Tsochatzópoulos        | PASOK |
| Ministre du Travail                                                        |           | Evángelos Giannópoulos      | PASOK |
| Ministre des Communications                                                |           | Giánnis Papadonikolákis     | PASOK |
| Ministre de l'Ordre public                                                 |           | Giánnis Skoularíkis         | PASOK |
| Ministre de la Marine marchande                                            |           | Geórgios Katsipháras        | PASOK |
| Ministre de la Culture et de la Science                                    |           | Mélina Merkoúri             | PASOK |
| Ministre de l'Aménagement du territoire, du Logement et de l'Environnement |           | Evángelos Kouloumpís        | PASOK |
| Ministre de la Recherche et de la Technologie                              |           | Giórgos Liánis              | PASOK |

### Remaniement du 9 mai 1985
- Les nouveaux ministres sont indiqués en gras, ceux ayant changé d'attributions en italique.

| Portefeuille                                                               | Titulaire | Titulaire                | Parti |
| -------------------------------------------------------------------------- | --------- | ------------------------ | ----- |
| Premier ministre Ministre de la Défense nationale                          |           | Andréas Papandréou       | PASOK |
| Ministre de l'Économie nationale et des Finances                           |           | Gerásimos Arsénis        | PASOK |
| Ministre de la Présidence du gouvernement                                  |           | Apóstolos Lázaris        | PASOK |
| Ministre des Affaires étrangères                                           |           | Ioánnis Charalambópoulos | PASOK |
| Ministre de la Justice                                                     |           | Panagiótis Markópoulos   | Sans  |
| Ministre de l'Intérieur                                                    |           | Nikólaos Papantoníou     | Sans  |
| Ministre de l'Éducation nationale et des Religions                         |           | Apóstolos Kaklamánis     | PASOK |
| Ministre de l'Agriculture                                                  |           | Konstantínos Simítis     | PASOK |
| Ministre de l'Énergie et des Ressources naturelles                         |           | Leftéris Veryvákis       | PASOK |
| Ministre du Commerce                                                       |           | Níkos Akritídis          | PASOK |
| Ministre de la Santé, du Bien-être social et de la Sécurité sociale        |           | Geórgios Gennimatás      | PASOK |
| Ministre des Travaux publics                                               |           | Ákis Tsochatzópoulos     | PASOK |
| Ministre du Travail                                                        |           | Evángelos Giannópoulos   | PASOK |
| Ministre des Communications                                                |           | Giánnis Papadonikolákis  | PASOK |
| Ministre de l'Ordre public                                                 |           | Aléxandros Phlóros       | Sans  |
| Ministre de la Marine marchande                                            |           | Geórgios Katsipháras     | PASOK |
| Ministre de la Culture et de la Science                                    |           | Mélina Merkoúri          | PASOK |
| Ministre de l'Aménagement du territoire, du Logement et de l'Environnement |           | Evángelos Kouloumpís     | PASOK |
| Ministre de la Recherche et de la Technologie                              |           | Giórgos Liánis           | PASOK |